# Cassopolis
Cassopolis est un village situé dans l’État américain du Michigan. C'est le siège du comté de Cass. Sa population s’élevait à 1 774 habitants lors du recensement de 2010, estimée à 1 725 habitants en 2016.

## Source
- (en) Cet article est partiellement ou en totalité issu de l’article de Wikipédia en anglais intitulé « Cassopolis, Michigan » (voir la liste des auteurs).